# Stanisław Kowalczyk (economista)
Stanisław Kowalczyk (Lublin, 29 de agosto de 1956) é um economista polonês, especialista em agronegócio, banqueiro e funcionário público, professor de ciências econômicas, em 2003-2005 subsecretário de estado no Ministério da Agricultura e Desenvolvimento Rural, em 2005-2006 presidente da Agência de Propriedade Agrícola, em 2009-2016, Inspetor Chefe de Qualidade do Comércio de Produtos Agrícolas e Alimentares.

## Curriculum vitae
Em 1975 ele se formou na Contabilidade Klementowicach Técnico-Agrícola, e, em 1979, estudando economia agrícola pela Faculdade de Produção Escola de Economia de Planejamento e Estatística. Em 1985 defendeu sua tese de doutorado Serviços de produção no desenvolvimento de fazendas individuais, e em 1992 - tese de habilitação intitulada Agricultura - desenvolvimento - estrutura. Em 29 de janeiro de 2018 foi agraciado com o título de professor de ciências econômicas. Ele é especializado no desenvolvimento e globalização do agronegócio, bem como na segurança e qualidade dos alimentos. Em 1980, depois da formatura, ele se tornou uma pesquisa Warsaw School of Economics (SGH mais tarde) - desde 1995 como professor associado, e mais tarde tornou-se também um professor associado do Instituto de Economia Agrícola e Alimentar - Instituto Nacional de Pesquisas. Autor de mais de 300 publicações sobre o desenvolvimento da agricultura e do agronegócio, estratégia corporativa e globalização, agronegócio, segurança alimentar, qualidade alimentar e adulteração de alimentos, e autor de quase 200 opiniões de especialistas no campo da reestruturação e privatização, fusões e aquisições de empresas, estratégia corporativa, globalização, agronegócio, segurança alimentar e qualidade.
De 1991 a 1997, ele permaneceu como vice-presidente da Nicom Consulting, de 1993 a 1995, trabalhou simultaneamente no Bank Zachodni. Nos anos de 1995-1996, ele foi associado com o Banco Gdański como o gerente de reestruturação de empréstimos difíceis, e nos anos 1997-1999 - vice-presidente do Bank Gospodarki Żywnościowej. Nos anos de 1999-2003, ele foi o conselheiro do presidente e vice-presidente - contador-chefe da Agência para a Reestruturação e Modernização da Agricultura. Ele se sentou nos conselhos de supervisão de empresas e faculdades editoriais de revistas, ele também se tornou um consultor social para a agricultura na Chancelaria do Presidente da República da Polônia.
No dia 23 de julho de 2003, foi nomeado para o cargo de subsecretário de Estado no Ministério da Agricultura e Desenvolvimento Rural, responsável internacional alia para o desenvolvimento rural. Em 14 de julho de 2005, demitido do cargo, ele se tornou o presidente da Agência de Propriedade Agrícola (desempenhando sua função de 15 de julho de 2005 a 26 de setembro de 2006). Nos anos 2006-2009 vice-inspetor-chefe, e de 20 de janeiro de 2009 Inspetor-Chefe de Qualidade do Comércio de Produtos Agrícolas e Alimentares, servido até 2016.

## Vida privada
Ele era um advogado do marido e vice-ministro da Agricultura, Daria Kowalczyk (née Oleszczuk).